# Centrální registr zbraní
Centrální registr zbraní je v České republice neveřejný informační systém veřejné správy sloužící k výkonu státní správy v oblasti zbraní a střeliva. Slouží k jednotné evidenci civilních zbraní vyskytujících se na území České republiky a je vedený Policií České republiky. Hlavním cílem jeho vytvoření bylo podle Policie ČR „zvýšení úrovně profesionality Policie v boji s nelegálním obchodem se zbraněmi a usnadnění plnění úkolů vyplývajících pro Českou republiku ze Směrnice Rady 91/477/EHS“. Výstavbu tohoto systému do právního řádu zakotvil zákon č. 170/2013 Sb., jímž byl novelizován zákon č. 119/2002 Sb., o zbraních a střelivu, zejména vložením nového § 73a, Podrobnější požadavky stanoví prováděcí vyhláška č. 115/2014 Sb. Do ostrého provozu byl systém spuštěn 1. července 2014. Systém je provozován v rámci intranetu Police ČR, lze k němu však přistupovat i z internetu.  

## Vznik a účel
Na základě Rámcové dohody mezi vládou České republiky a Švýcarskou federální radou byl v rámci „Programu švýcarsko–české spolupráce na snížení hospodářských a sociálních rozdílů v rámci rozšířené Evropské unie“ program ve výši 85 % předpokládané ceny projektu dotován švýcarským fondem pro rozvoj a spolupráci, přičemž celková cena projektu byla odhadnuta na 390 000 CHF. Celkové náklady dosáhly 390 tisíc švýcarských franků (8,8 milionů Kč).
Systém byl navržen tak, aby v budoucnu mohl nahradit všechny evidence, které policie vede podle zákona o zbraních.
Program má přispět ke zlepšení bezpečnostní situace na území České republiky a má České republice usnadnit plnění povinností, které jí vyplývají ze Směrnice Rady 91/477/EHS, o kontrole nabývání a držení zbraní a ze Směrnice Evropského parlamentu a Rady 2008/51/ES. Policie deklaruje, že projekt je v souladu i s „Protokolem o nedovolené výrobě a distribuci střelných zbraní, jejich součástí, dílů a střeliva, připojeného k Úmluvě Organizace spojených národů o boji proti mezinárodnímu organizovanému zločinu“.
V budoucnu má být český registr i základním komunikačním prvkem pro předávání informací o ztracených a odcizených zbraních do Schengenského informačního systému druhé generace (SIS II) a záměrem je i nabídnout CRZ jako základ pro výstavbu evropského registru zbraní a bezpečnostního materiálu.
Po neúspěšném veřejném výběrovém řízení na dodavatele aplikační části (programového vybavení) se Policie rozhodla realizovat programovou část projektu vlastními silami, kvůli čemuž musela přehodnotit harmonogram a některé funkcionality, které mají přinést zjednodušení pracovních postupů pro Policii ČR, budou dokončeny až po zahájení ostrého provozu. Ostrý provoz byl zahájen 1. července 2014. Ministerstvo v dubnu 2014 žádalo parlament o odklad termínu spuštění, protože systém ještě nebyl dostatečně otestován a byly obavy, aby nedošlo k podobnému kolapsu jako o dva roky dříve u Centrálního registru vozidel. Poslanci však žádostem o odklad nevyhověli. Uživatelé systému skutečně v prvních dni hlásili problémy s přístupem i rychlostí odezvy. Radek Libovický ze společnosti Lira IS řekl, že považuje za amatérské spouštět aplikaci, aniž by se dopředu udělal zkušební provoz, případně oslovili dobrovolní testeři z řad prodejců a dovozců, kteří by dali svoje připomínky a náměty a systém se tak doladil ještě před svým spuštěním.
Dne 7. srpna 2014 policejní prezident Tomáš Tuhý společně se svým prvním náměstkem Martinem Vondráškem a ředitelem pro podporu výkonu služby Pavlem Osvaldem přijal skupinu 22 policistů a občanských zaměstnanců, kterým osobně poděkoval za realizaci a spuštění registru.
Společně se spuštěním nové elektronické evidence vyhlásila policie také zbraňovou amnestii, díky niž lidé mohli odevzdat policistům beztrestně nelegálně držené zbraně a střelivo. Brzy po uplynutí přechodného období pro povinný přechod na nový systém došlo k sérii rozsáhlých výbuchů v muničních skladech ve Vrběticích.

## Správa a provoz
Zadavatelem projektu a správcem informačního systému je ředitelství služby pro zbraně a bezpečnostní materiál Policejního prezidia České republiky (ŘSZBM). Provozovatelem systému a zároveň i realizátorem projektu a zpracovatelem programové aplikace je odbor informatiky a provozu informačních technologií Policejního prezidia ČR (OIPIT). Na zadání projektu se podílaly i Český úřad pro zkoušení zbraní a střeliva a Asociace výrobců a prodejců zbraní a střeliva. Na realizaci modulu Přepravy se podílí operační odbor Policejního prezidia České republiky.

## Obsah a funkce
Každá zbraň kategorie A, B, C nebo C-1 se do centrálního registru zavádí v době svého vzniku při výrobě nebo při jejím dovozu na území České republiky a je v něm až do doby jejího zničení, vývozu z území České republiky nebo jejího znehodnocení. V průběhu „života zbraně“ jsou v jejích údajích zaznamenávány všechny změny jejího vlastnictví, technické změny, údaje o jejím ověření a některé další údaje.
Výrobcům a dovozcům zbraní přibyla hned od 1. července 2014 nová povinnost vkládat do registru údaje o všech zbraních a střelivu, které vyrobili nebo dovezli na území České republiky, a zaznamenávat jejich převody i jejich prodeje konečným vlastníkům. Zároveň jim skončila povinnost vést „papírové“ evidenční knihy zbraní a střeliva a podávat měsíční výkazy o převodech zbraní. Během prvních tří měsíců mají tito podnikatelé za úkol do nového systému zavést všechny zbraně a střelivo, které v té době budou mít ve svých skladech nebo na prodejnách, a které mají jako předmět svého podnikání.
Záznamy zbraní a střeliva tvoří knihy (databáze CRZ), které jsou rozděleny do evidenčních a záznamních knih. Uživatelsky je registr rozdělen na tři části:
- pro držitele zbrojních licencí
- pro Český úřad pro zkoušení zbraní a střeliva (ČÚZZS)
- pro Policii ČR

Držitelé zbrojních licencí vstupují do své sekce prostřednictvím internetu. Na úvodní obrazovce mají přehled o pohybech všech svých zbraní a střeliva (počty zásilek k přijetí, k odeslání, počty reklamací a stav skladu). V jednotlivých modulech pak volí provozovnu, jejíž virtuální knihy se mu zobrazí k možným úpravám. 
- evidenční kniha zbraní (EKZ) a evidenční kniha střeliva (EKS), jen pro držitele zbrojních licencí skupin A až E pro zbraně, které nemají vydán průkaz zbraně. Tato forma evidence je povinná.
- záznamová kniha zbraní (ZKZ) a záznamová kniha střeliva (ZKS), pro všechny držitele zbrojních licencí pro zbraně,  kteří mohou vést evidence zbraní a střeliva do těchto zbraní, na které mají vydán průkaz zbraně. Tato forma evidence je dobrovolná, evidenci je možno vést i postaru v papírových nebo off-line elektronických záznamních knihách.
- modul Přeprava: formuláře „Žádosti o povolení přepravy“ a „Hlášení o přepravě zbraní a střeliva“.

Český úřad pro zkoušení zbraní a střeliva (ČÚZZS) vstupuje do své sekce prostřednictvím internetu jako orgán veřejné moci. Je mu dostupný modul  „EKZ – zkušebna“, jehož prostřednictvím může převzít zbraně k ověření, vyznačit u nich ověření a předat zbraně zpět.
Policie České republiky přistupuje do registru ze svého intranetu. Pro každý příslušný útvar policie jsou vytvořeny evidenční knihy zbraní „EKZ-policie“, ve kterých vedou záznamy o zbraních, které se nacházejí v jejich skladech.

## Návrh na zpřístupnění lékařům
Po střelbě v Uherském Brodě dne 24. února 2015, kdy muž, obecně považovaný za podivína a údajně i s psychickými problémy, avšak s platným zbrojním průkazem, zastřelil legálně drženými zbraněmi 8 osob a následně spáchal sebevraždu, přišlo ministerstvo vnitra s myšlenkou, aby do Centrálního registru zbraní měli přímý vstup zajištěný i lékaři, aby tak mohli zjistit, zda jejich pacient je držitelem zbrojního průkazu. Dosud tyto informace dostával jen registrující praktický lékař, a to klasickou off-line cestou, a specialisté, například psychiatři, k nim přístup zajištěný neměli. O stejném problému se diskutovalo i v dalších letech, například po střelbě na Filozofické fakultě Univerzity Karlovy dne 21. prosince 2023. Často se také stává, že psychiatři neinformují pacientova praktické lékaře, že se u nich pacient léčí.